# Les Sisters
 (décembre 2016).
Pour l’article homonyme, voir Les Sisters (série télévisée).
Les Sisters est une série de bandes dessinées humoristiques créée par William, co-scénarisée par Christophe Cazenove et éditée par Bamboo Édition, qui raconte le quotidien de deux sœurs, Wendy (l'aînée) et Marine (la cadette), inspirées par les deux filles du même nom du dessinateur William.

## Création de la série
Les Sisters nait en 2006 sous le nom Un air de famille (UADF) lorsque leur créateur, William, présente son idée de bande dessinée sur le forum défunt Baywin.net avec des planches mettant en scène ses deux filles, Wendy et Marine et leur maman de 23 ans. Il crée ensuite un blog sur lequel se développe le projet qui deviendra Les Sisters. S'essayant d'abord à un style noir et blanc proche de Bill Watterson et son Calvin et Hobbes, William se dirige finalement vers un dessin en couleurs. En 2007, il signe avec Bamboo Édition pour adapter la série en bande dessinée, Un air de famille devenant alors le titre du premier tome tandis que la série est rebaptisée Les Sisters. Depuis août 2017, la bande dessinée est adaptée en série animée (104 épisodes de 11 minutes), diffusée sur la chaîne M6.

## Albums

### Série principale
- t. 1, Un air de famille, Bamboo Édition, 2008.  (ISBN 9782350784953)
- t. 2, À la mode de chez nous, Bamboo Édition, 2008.  (ISBN 9782350785493)
- t. 3, C'est elle qu'a commencé, Bamboo Édition, 2009.  (ISBN 9782350786568)
- t. 4, C'est nikol crème !, Bamboo Édition, 2009.  (ISBN 9782350787824)
- t. 5, Quelle chouchoute !, Bamboo Édition, 2010.  (ISBN 9782818901625)
- t. 6, Un namour de Sister, Bamboo Édition, 2011.  (ISBN 9782818907900)
- t. 7, Mon coup d'soleil, c'est toi !, Bamboo Édition, 2012.  (ISBN 9782818922026)
- t. 8, Tout pour lui plaire !, Bamboo Édition, 2013.  (ISBN 9782818925324)
- t. 9, Toujours dans les pattes !, Bamboo Édition, 2014.  (ISBN 9782818932056)
- t. 10, Survitaminées !, Bamboo Édition, 2015.  (ISBN 9782818934487)
- t. 11, C'est dans sa nature !, Bamboo Édition, 2016.  (ISBN 9782818940372)
- t. 12, Attention tornade, Bamboo Édition, 2017.  (ISBN 9782818943502)
- t. 13,  Kro d'la chance !, Bamboo Édition, 2018.  (ISBN 9782818947173)
- t. 14, Juré, Craché, menti !, Bamboo Édition, 2019. (ISBN 9782818967362)
- t. 15, Fallait pas me chercher !, Bamboo Édition, 2020. (ISBN 9782818976791)
- t. 16, Cap' ou pas Cap' ?, Bamboo Édition, 2021. (ISBN 9782818984093)
- t. 17, Dans tes rêves !, Bamboo Édition, 2022. (ISBN 9782818994436)
- t. 18, Tu veux ma photo ?, Bamboo Édition, 2023.  (ISBN 9791041101283)
- t. 19, Ça déménage !, Bamboo Édition, 2024. (ISBN 9791041103355)
- t. 20, Moi d'abord !, Bamboo Édition, 2025. (ISBN 9791041112197) Paraîtra le 29 octobre 2025.

### LesSupers Sisters
- t. 1, Privées de laser, Bamboo Édition, 2011.  (ISBN 9782818933848)
- t. 2, Super Sisters contre Super Clones, Bamboo Édition, 2016.  (ISBN 9782818936115)

### Hors-série
- Le journal intime des Sisters, Bamboo Édition, 2012.  (ISBN 9782818909829)
- Les toutous des Sisters, Bamboo Édition, 2013.  (ISBN 9782818924051)
- Délires, dégâts et disputes (album 3D), Bamboo Édition, 2014.  (ISBN 9782818926529)
- La cuisine des Sisters, Bamboo Édition, 2014.  (ISBN 9782818931059)

## Format poche
- t. 1, Exposé grandeur nature, Bamboo Édition, 2010.  (ISBN 9782350789200)
- t. 2, Le Parc à quoi tik, Bamboo Édition, 2011.  (ISBN 9782818902677)
- t. 3, Le lapin des neiges, Bamboo Édition, 2012.  (ISBN 9782818908457)
- t. 4, Le chat à bandoulière, Bamboo Édition, 2012.  (ISBN 9782818921449)
- t. 5, Les Sisters olympiques, Bamboo Édition, 2013.  (ISBN 9782818922279)
- t. 6, Tonnerre de tendresse, Bamboo Édition, 2013.  (ISBN 9782818924686)
- t. 7, La foire aux secrets, Bamboo Édition, 2014.  (ISBN 9782818925614)

## Adaptation télévisée
Cette série de BD est adaptée en série d'animation. Elle est diffusée dès 2017 sur M6.